# حسين الشرفاء
حسين أسعد الشرفاء لاعب كرة قدم سعودي و يلعب في الوسط في نادي الصفا.
لعب في نادي الخويلدية ونادي السلام ونادي الصفا.